# S-Bahn Erfurt

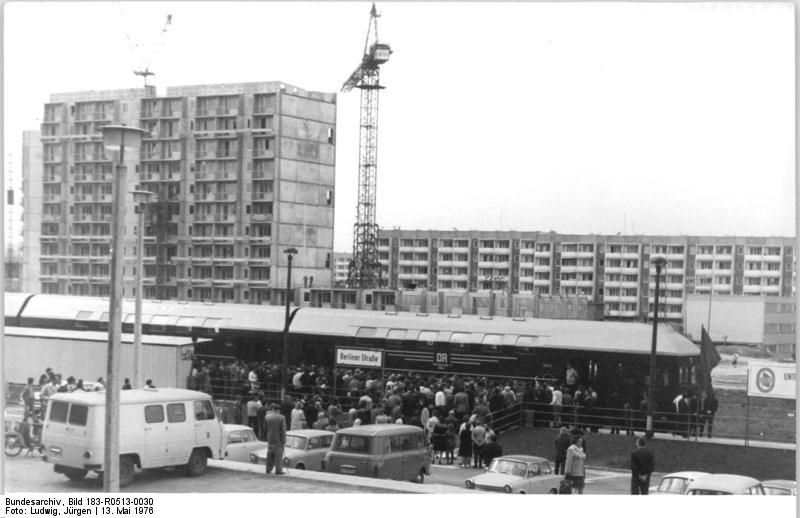
Ein Doppelstock-Gliederzug am Haltepunkt Erfurt Berliner Straße, aufgenommen am Eröffnungstag 13. Mai 1976

S-Bahn Erfurt war eine umgangssprachliche Bezeichnung für eine von 1976 bis 1995 bestehende, nicht elektrifizierte, Bahnverbindung in der thüringischen Landeshauptstadt Erfurt, die vier Stationen bediente. Der Begriff S-Bahn wird gelegentlich auch in der Literatur benutzt. Andere Bezeichnungen waren „Stadtschnellbahn“, „Schnellbahn“, „Vorortverkehr zum Nahverkehrstarif“, „Vorortverkehr zum pauschalen Nahverkehrstarif“, „DR-Stadtverkehr Erfurt“ oder volkstümlich „Riethschleuder“. Bei der Einführung der Linie im Jahr 1976 wurde nur der „Wendezugbetrieb“ als Besonderheit herausgestellt. In den Kursbuchtabellen der Deutschen Reichsbahn (DR) wurden die Begriffe „S-Bahn“ oder „S-Bahn-Tarif“ für diese Linie nicht benutzt. Auch fand keines der aus anderen Städten bekannten Logos Verwendung, ebenso wie keine Sonderlackierung der Fahrzeuge existierte.

## Streckenbeschreibung
Vom Erfurter Hauptbahnhof ausgehend verlief die Linie in einem Halbkreis nördlich und östlich um das innere Stadtgebiet. Bis zum Bahnhof Erfurt Nord nutzte sie dabei die Bahnstrecke Wolkramshausen–Erfurt. Dort zweigte sie nach Westen ab und erschloss, unter Nutzung der ehemaligen Bahnstrecke Erfurt Nord–Nottleben den Wohnkomplex Erfurt-Nord. Neben Erfurt Hbf und Erfurt Nord bedienten die Züge den Zwischen-Haltepunkt Erfurt Győrer Straße und den Endhaltepunkt Erfurt Berliner Straße. Die Reisezeit über die Gesamtstrecke betrug 13 bis 14 Minuten.

## Betrieb und Geschichte

Kursbuchtabelle 642 im Winterfahrplan 1981/1982, mit Aufforderung „Fahrausweise bitte im Vorverkauf lösen und vor Fahrtantritt am Bahnsteig entwerten“.

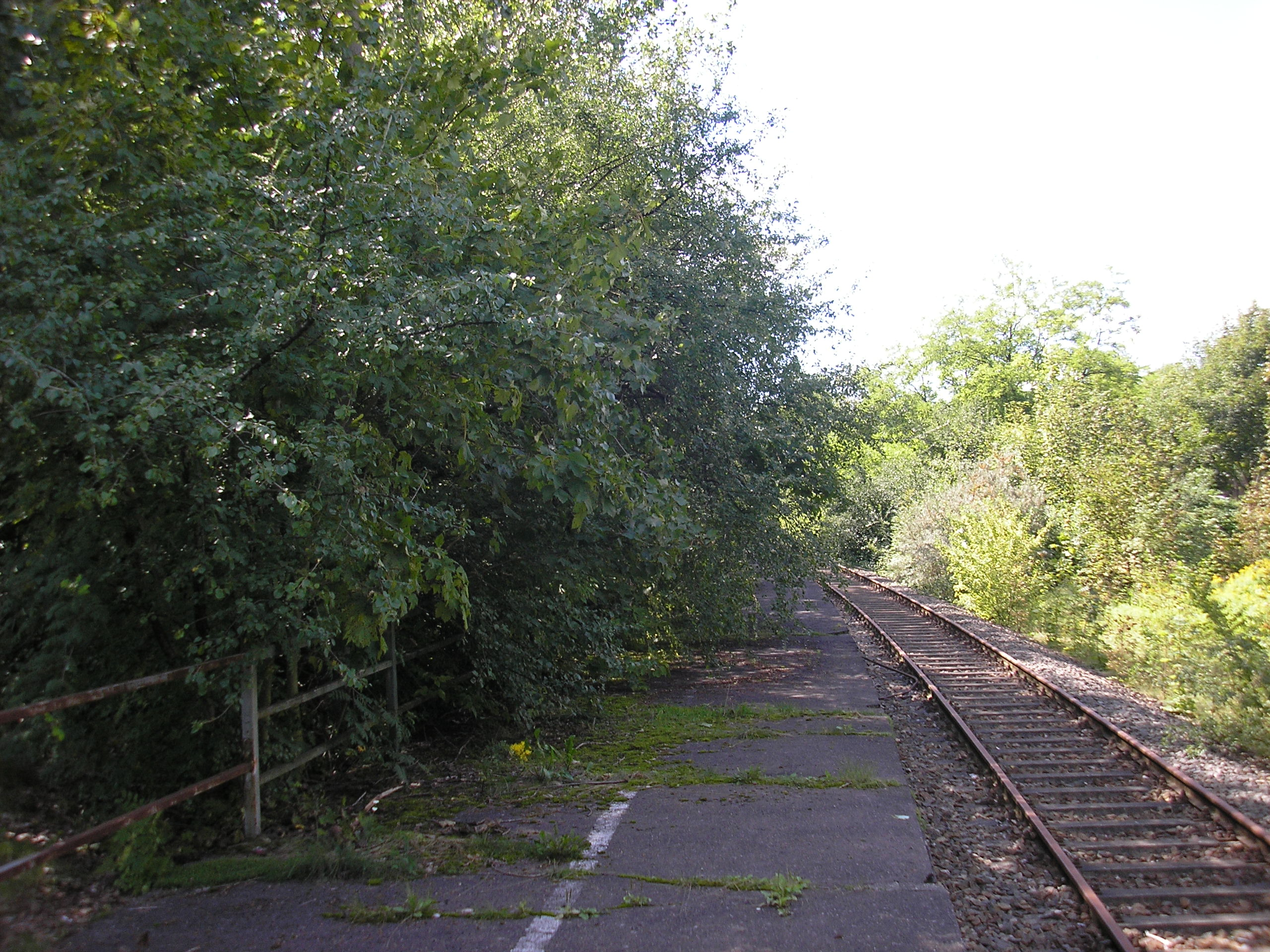
Bahnsteig des ehemaligen Haltepunkts Erfurt Berliner Straße im Jahr 2010

Um der hohen Bedeutung des Berufsverkehrs gerecht zu werden, wurden ab 1969 in den industriellen Ballungsgebieten der Deutschen Demokratischen Republik neue Stadtschnellbahnen eingerichtet. Erfurt erhielt dabei das siebte von insgesamt acht S-Bahn-Systemen im Land. Hierbei galt es die Neubaugebiete Rieth und Berliner Platz besser an die Altstadt anzubinden, weil die bestehende Straßenbahn und die ergänzend dazu angebotenen Omnibuslinien der Erfurter Verkehrsbetriebe den wachsenden Beförderungsbedarf zu Spitzenzeiten nicht mehr befriedigen konnten. Da die Strecke nach Nottleben direkt durch das Wohngebiet verlief, entstand der Plan, zur Entlastung des städtischen Nahverkehrs eine Eisenbahnverbindung zwischen dem Norden der Stadt und dem Erfurter Hauptbahnhof einzurichten.
Da alle Gleisanlagen bereits vorhanden waren, mussten nur zwei Stationen neu errichtet werden. Diese erhielten 55 Zentimeter hohe Bahnsteige mit standardisierten Betonfertigteilen, die auch in Leipzig und Halle (Saale) anzutreffen waren. Durch den Wendezugbetrieb konnte auf den Bau eines Umsetzgleises am Endpunkt der Linie verzichtet werden. So konnte die Verbindung am 13. Mai 1976 nach einer Bauzeit von nur drei Monaten eröffnet werden. Die Streckenlänge betrug 8,6 Kilometer, davon 1,60 Kilometer auf der Strecke nach Nottleben, die hierzu im genannten Teilabschnitt für den Personenverkehr reaktiviert wurde. Im Kursbuch der Deutschen Reichsbahn wurde die Linie unter der Tabelle 642 geführt, ab Einführung der gesamtdeutschen Nummerierung im Mai 1992 schließlich unter der Tabelle 597. Ein Taktfahrplan bestand nicht, die Züge verkehrten ohne Linienbezeichnung und nur zu den Hauptverkehrszeiten. Es wurde nur die zweite Wagenklasse angeboten, die Züge führten zudem keinen Gepäckwagen.
Bei Eröffnung gab es 13 Hin- und Rückfahrten am Tag, im Winterfahrplan 1980/81 waren es 14. Später pendelten noch acht (1985) beziehungsweise neun (1990) Zugpaare auf der Strecke. Zeitweise fuhr die Hälfte der Züge nur bis beziehungsweise ab Erfurt Nord. Dort bestand Anschluss an Züge von und nach Erfurt Hbf. Ursächlich für diesen Umsteigezwang war die nur eingleisig ausgebaute Strecke zwischen dem Nordbahnhof und dem Hauptbahnhof, der hochbelastete Knoten Erfurt Hbf hatte dazu starken Einfluss auf die Pünktlichkeit der Züge von und zur Berliner Straße. Täglich wurden etwa 9.000 Fahrgäste befördert, in den 1980er Jahren erbrachte die Erfurter S-Bahn dabei folgende Verkehrsleistung:
| Jahr:                              | 1980 | 1981 | 1982 | 1983 | 1984 | 1985 | 1986 | 1987 | 1988 | 1989 |
| ---------------------------------- | ---- | ---- | ---- | ---- | ---- | ---- | ---- | ---- | ---- | ---- |
| Beförderte Personen in Millionen:  | 0    | 0    | 0    | 0    | 0    | 0    | 0    | 0    | 0    | 0    |
| Personenkilometer in Millionen:    | 3    | 3    | 3    | 2    | 2    | 2    | 2    | 2    | 1    | 1    |
| mittlere Reiseweite in Kilometern: | 7,0  | 7,0  | 7,0  | 7,0  | 7,0  | 7,0  | 7,0  | 7,2  | 7,3  | 7,0  |

Die Fahrgastzahlen erfüllten die Erwartungen, die bei Einrichtung der Verbindung bestanden, zu keiner Zeit. Ursächlich hierfür waren der isolierte Tarif ohne Umsteigeberechtigung sowie die wesentlich günstigeren Straßenbahnfahrscheine. Überwiegende Nutzer der S-Bahn waren Mitarbeiter des Kombinats Umformtechnik Erfurt sowie Eisenbahner.
Die Züge von und zur Berliner Straße hatten fünfstellige Zugnummern im Bereich zwischen 12000 und 12100. Sie waren damit Teil der Zugnummerngruppe 12000–13999 für Züge der internen Zuggattung Psiw, die für Personenzüge der S-Bahn im Wendezugbetrieb außerhalb Berlins stand. Ab dem 27. September 1992 verkehrten sie dann – in Folge der Abschaffung der Zuggattung Personenzug bei der Deutschen Reichsbahn – als Nahverkehrszug (N), ab 1. Januar 1995 schließlich als Regionalbahn (RB).
Nach der politischen Wende der Jahre 1989 und 1990 änderten sich die Verkehrsbedürfnisse der Bevölkerung. Insbesondere entzerrten sich die Verkehrsspitzen im Berufsverkehr. Da die Reisezeiten mit der Straßenbahn zum Hauptbahnhof ähnlich lang und in Richtung Innenstadt deutlich kürzer waren, wurde die Eisenbahnverbindung überflüssig. Sie wurde ausgedünnt und zum Beginn des Sommerfahrplans am 28. Mai 1995 durch die Deutsche Bahn ganz eingestellt. Zuletzt verkehrten noch zwei Zugpaare am Tag, wobei das nachmittägliche von ihnen stadteinwärts als Leerzug fuhr. Seit 2003 ist die Strecke zur Berliner Straße stillgelegt.

## Tarif
Analog zu Berlin, Dresden, Halle (Saale), Leipzig, Magdeburg und Rostock richtete die Deutsche Reichsbahn 1976 in Erfurt den siebten und letzten sogenannten S-Bahn-Tarif in der Deutschen Demokratischen Republik ein. Dieser hieß offiziell Nahverkehrstarif Erfurt und sah, anstatt des allgemein üblichen Kilometertarifs, einen entfernungsunabhängigen Pauschalpreis mit einer einzigen Preisstufe vor. Einzelfahrkarten waren, zum Preis von 0,20 Mark für Erwachsene, im Vorverkauf zu erwerben. Sie mussten vor Fahrtantritt am Bahnsteig per Lochentwerter entwertet werden, wurden nur an den Bahnhöfen Erfurt Hbf und Erfurt Nord verkauft und galten auch in den übrigen Zügen zwischen Erfurt Hbf und Erfurt Nord. Der spezielle Tarif wurde bereits 1991/1992, das heißt noch vor Einstellung der Linie, abgeschafft. In Folge des ermäßigten Tarifs musste der Hauptbuchhalter der Deutschen Reichsbahn die Verkehrsleistung der Erfurter „Stadtschnellbahn“, analog zu den übrigen sechs Städten mit S-Bahn-Tarif, gesondert an die Staatliche Zentralverwaltung für Statistik übermitteln.

## Fahrzeuge
Zum Einsatz kamen überwiegend Doppelstockwagen. Hierbei handelte es sich zunächst um vierteilige Gliederzüge, die sich aber angesichts der spärlichen Nachfrage als überdimensioniert erwiesen. Sie wurden daher in den 1980er Jahren von Einzelwagen abgelöst. Die Beförderung übernahmen jeweils Diesellokomotiven der Baureihe 110, ab 1992 als Baureihe 202 bezeichnet. In der letzten Fahrplanperiode, das heißt ab Mai 1994, kam ein dreiteiliger Verbrennungstriebwagen der Baureihe 614 des Bahnbetriebswerks Nürnberg West zum Einsatz, der auch die erste Wagenklasse anbot.